# Larnaca
Pour la municipalité, voir Larnaca.
Larnaca (en grec Λάρνακα / Lárnaka) est une ville côtière et une commune chypriote située dans le district de Larnaca.
Dans l'Antiquité, elle est aussi connue sous le nom de Kition en grec (ou Citium en latin).

## Géographie

### Transports
La ville est desservie par l'aéroport international de Larnaca. Elle est traversée par les autoroutes A2, A3 et A5 et les routes nationales B2, B3, B4 et B5.

## Histoire
L'ancienne Kition est probablement fondée au XIIe siècle av. J.-C. par des colons grecs. Elle fait partie des dix cités-royaumes de Chypre. La cité est détruite au XIe siècle av. J.-C. par un tremblement de terre qui détruit les murs cyclopéens. L'installation d'un comptoir phénicien au IXe siècle av. J.-C. renforce la dimension commerciale de la cité. Le stratège athénien Cimon meurt pendant le siège de Kition vers 450-449 av. J.-C..
En 312 av. J.-C., le roi de Macédoine Ptolémée Sôter s'empare de Kition et met à mort Pumiathon, son dernier roi. La ville demeure sous la domination lagide jusqu'à la conquête romaine de Chypre (58 av. J.-C.)
À partir de 1571, l'île de Chypre est prise à la république de Venise par l'Empire ottoman au cours la quatrième guerre vénéto-ottomane. La cité de Larnaca dispose de son propre gouverneur, appelé Kadi. La ville devient le port marchand de l'île, et fait office d'escale obligatoire pour les navires circulant au Levant.
La présence du commerce et la position stratégique du lieu incitent les puissances européennes à y installer des consulats structurants les petites communautés marchandes du lieu.
Malgré une situation géopolitique intérieure et extérieure complexe, la ville demeure une place commerçante importante jusqu'au XVIIIe siècle. Pour la France, la présence d'un consulat y est stratégique pour son insertion en Méditerranée.

## Culture locale et patrimoine

### Lieux et monuments
- L'église Saint-Lazare qui date de la fin du IXe siècle, fut construite à l'emplacement du tombeau de Lazare de Béthanie qui, après sa résurrection, se serait rendu à Chypre, où il fut ordonné évêque par saint Barnabé et il y aurait exercé son ministère.
- La synagogue de Larnaca a été inaugurée en 2005.
- Le musée Piérides (en).
- Le site archéologique de Kition Pervolia.

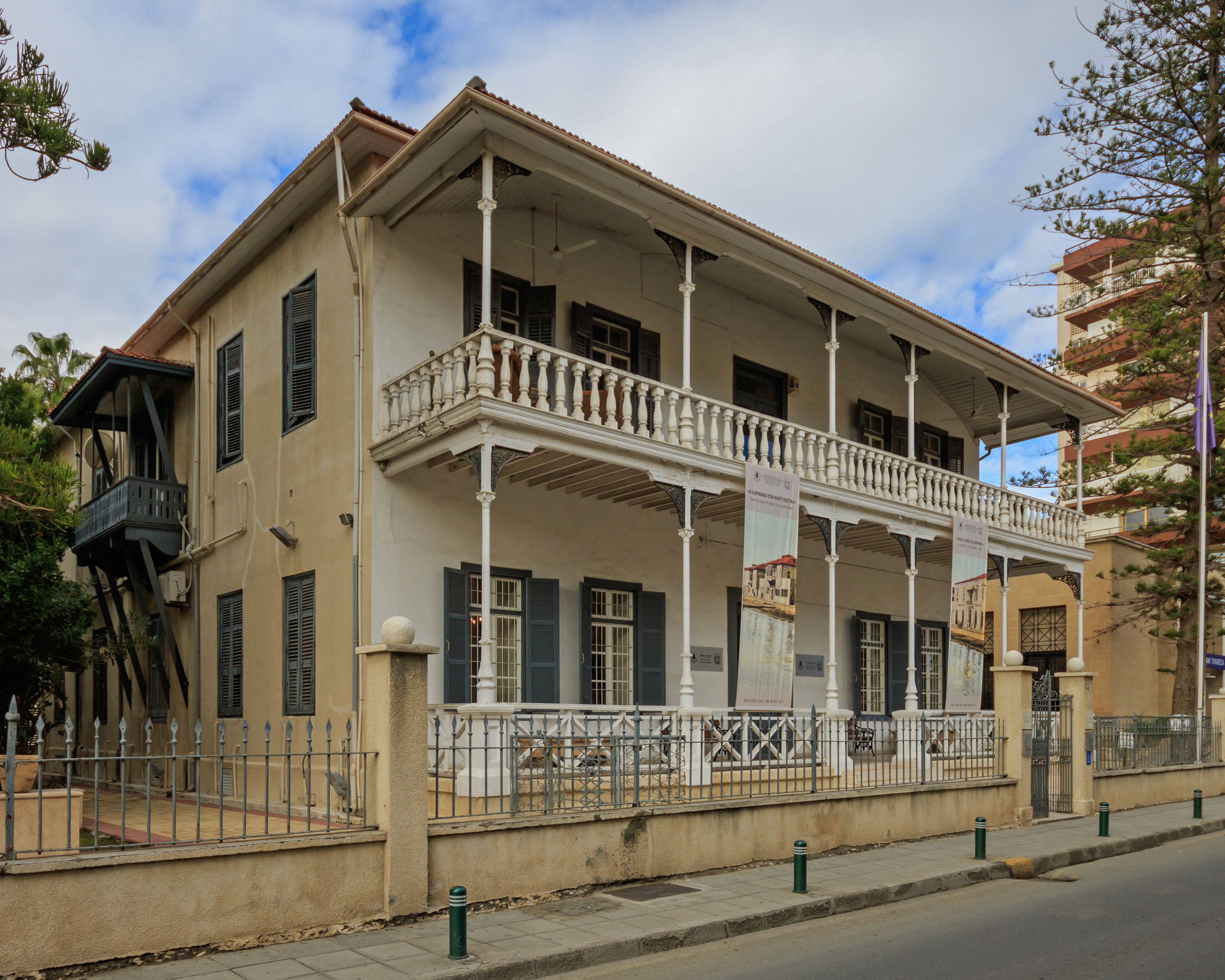
Musée Piérides.

### Personnalités liées à la commune
- Zénon de Kition, philosophe, y est né.
- Demetrios Pieridis (en) (1811-1895), collectionneur d'objets anciens, un des membres fondateurs du Musée de la ville[4].
- María Élena Kyriákou, chanteuse gréco-chypriote y est née en 1984.
- Antoine Hajje, avocat et résistant français, y est né en 1904.

## Randonnée
Larnaca est une des extrémités du sentier de grande randonnée européen E4, l'autre se situant au cap Saint-Vincent (Portugal).

## Jumelage
- Ilioúpoli (Grèce)
- Szeged (Hongrie)
- Bratislava (Slovaquie)